# Corral de Cantos
El Corral de Cantos es una montaña de 1 421 m de altitud situada en el sistema de los Montes de Toledo, en el término municipal de Hontanar, en la provincia de Toledo, comunidad autónoma de Castilla-La Mancha, España. Es la segunda cumbre más alta de la provincia de Toledo, solo por detrás del Rocigalgo (1 447 m).
Esta montaña se caracteriza por un basamento paleozoico formado por cuarcitas y gneises, resultado de la orogenia varisca hace entre 380 y 280 millones de años y de su posterior reactivación en la orogenia alpina. Esta estructura tectónica explica los escarpes y pedrizas que cubren amplias zonas de sus laderas, donde el efecto de la erosión ha dejado rocas metamórficas al descubierto.
La vegetación corresponde al típico bosque mediterráneo, con presencia dominante de encinas y chaparros, con matorrales alteros de jaras y brezos; en las rocas y pedrizas proliferan líquenes y musgos. La fauna salvaje incluye ciervos, jabalíes y zorros, junto a aves carroñeras como el buitre negro y el buitre leonado. Ocasionalmente pueden avistarse linces ibéricos.
El clima es mediterráneo continentalizado, invierno frío con heladas frecuentes, verano muy seco y extremadamente caluroso, precipitaciones escasas y concentradas en otoño y primavera.
La ruta de senderismo más frecuentada comienza en la ermita de La Milagra a 840 m y asciende por pista forestal hasta el collado de la Madroña a 1 010 m, desde donde se adentra en tramos de sendero y pedrizas hasta la cumbre a 1 421 m. El itinerario de 8,4 km de solo ida salva un desnivel positivo de 581 m y suele completarse en 3–4 horas de marcha. Existe una variante más larga que parte de Navahermosa.
En la cima del Corral de Cantos se alza un vértice geodésico perteneciente a la Red Nacional de Vértices del Instituto Geográfico Nacional de España, inaugurado el 23 de junio de 1975. 